# Benedykt Serafin
Benedykt Władysław Serafin (ur. 8 kwietnia 1893 w Kwasowicach, zm. 2 grudnia 1978) – major piechoty Wojska Polskiego.

## Życiorys
Urodził się w Kwasowicach, w ówczesnym powiecie powiecie wielickim Królestwa Galicji i Lodomerii, w rodzinie Stanisława. W latach 1912-1914 był strzelcem i zastępcą drużynowego Drużyny Strzeleckiej w sąsiedniej wsi Skrzydlna oraz członkiem Organizacji Młodzieży Niepodległościowej „Zarzewie”. 1 sierpnia 1914 został wcielony do c. i k. Pułku Piechoty Nr 13. 1 października tego roku został przeniesiony do c. i k. Pułku Piechoty Nr 57 i przydzielony do szkoły oficerskiej w Příborze. 16 stycznia 1915 został skierowany na front. Dowodził drużyną w stopniu kaprala, a następnie sierżanta. 1 maja 1915 został skierowany na front włoski. Był komendantem plutonu w stopniu chorążego. Na stopień podporucznika został mianowany ze starszeństwem z 1 stycznia 1916 w korpusie oficerów rezerwy, a jego oddziałem macierzystym był nadal IR. 57. Od 16 lipca 1916 do 15 maja 1917 dowodził na froncie kompanią c. i k. Pułku Piechoty Nr 96. Został ranny. Od 16 maja 1917 przebywał w szpitalu, a po wyleczeniu został przydzielony do c. i k. Batalionu Zapasowego Pułku Piechoty Nr 57 na stanowisko komendanta kompanii. 1 maja 1918 awansował na porucznika rezerwy.
Od 29 października 1918 służył 57 Pułku Piechoty Ziemi Tarnowskiej złożonym z Polaków – żołnierzy byłego austriackiego Pułku Piechoty Nr 57, którzy wrócili z frontu włoskiego oraz żołnierzy Batalionu Zapasowego tegoż pułku, który stacjonował w Przerowie na Morawach. Do 1 marca 1919 walczył na froncie ukraińskim dowodząc kompanią i batalionem. Został ranny. Wyróżnił się w walkach 11. kompanii stoczonych w drugiej połowie lutego, w szczególności w śmiałych nocnych wypadach, a zwłaszcza pod Wołodutą Dolną, gdzie zdobył sporo materiału i 14 jeńców. Od 2 marca 1919 przebywał w szpitalu, a następnie został uznany przez komisję superrewizyjną za niezdolnego do służby liniowej na rok. 1 stycznia 1920 został mianowany kapitanem, a 11 stycznia tego roku przeniesiony do 79 Pułku Piechoty, w którym dowodził kompanią batalionu sztabowego i pełnił funkcję adiutanta pułku.
1 sierpnia 1924 został przeniesiony do 68 Pułku Piechoty we Wrześni. 1 grudnia 1924 został mianowany majorem ze starszeństwem z 15 sierpnia 1924 i 166. lokatą w korpusie oficerów piechoty. W czerwcu 1925 został przesunięty ze stanowiska dowódcy II batalionu na stanowisko kwatermistrza. W kwietniu 1928 został przeniesiony do 81 Pułku Piechoty w Grodnie na stanowisko oficera sztabowego pułku. W lipcu 1929 został przesunięty na stanowisko dowódcy batalionu. W styczniu 1931 został przeniesiony do Powiatowej Komendy Uzupełnień Grodno z zachowaniem dotychczasowego dodatku służbowego. W sierpniu 1931, po przeniesieniu ppłk. Edmunda Efferta do Bydgoszczy, powierzono mu pełnienie obowiązków komendanta PKU Grodno. W grudniu 1932 został zatwierdzony na stanowisku komendanta PKU Grodno. 1 września 1938 dowodzona przez niego jednostka została przemianowana na Komendę Rejonu Uzupełnień Grodno, a zajmowane przez niego stanowisko otrzymało nazwę „komendant rejonu uzupełnień”. Służbę na tym stanowisku pełnił do września 1939, a następnie objął dowództwo zmobilizowanego przez siebie baonu wartowniczego nr 31.
W czasie kampanii wrześniowej wykazał się determinacją i konsekwencją. Jego postawa kontrastowała z poglądami dowódców, od których
zależały losy Grodna w tym czasie. Była także bliska oczekiwaniom wszystkich tych, którzy walkę uważali za absolutny obowiązek i konieczność. Major Serafin
uważany jest za faktycznego przywódcę obrońców Grodna, którym towarzyszył niemal do końca. On także otrzymał rozkaz opuszczenia miasta, ale go nie wykonał. Zamiast ewakuacji przystąpił do realizacji planów, uzgodnionych wcześniej z gen. bryg. Józefem Olszyna-Wilczyńskim. Zdecydowany zwolennik stawienia oporu otrzymał zapewnienie, że będzie miał wyłączny wpływ na wszystkie sprawy z tym związane.
22 września po ośmiogodzinnej walce, wraz z oddziałem liczącym około 600 żołnierzy, wycofał się z Grodna w kierunku Puszczy Augustowskiej. Tam walczył jeszcze do 23 września. Tego samego dnia w godzinach wieczornych przeszedł przez granicę litewską i został internowany w Olicie. Później został przeniesiony do obozu w Kalwarii. 21 marca 1940 został zwolniony z internowania przez Komisję Międzynarodową jako inwalida.
25 października 1941 przybył na Stację Zborną w Buzułku i jako chory został skierowany do szpitala. 3 grudnia został wyznaczony na stanowisko referenta w Oddziale I Sztabu Dowództwa Polskich Sił Zbrojnych w ZSRR. 16 lutego 1942 został komendantem Komendy Uzupełnień Nr 5 9 Dywizji Piechoty, a 2 kwietnia dowódcą Oddziału Likwidacyjnego 9 DP w Margiełan. 6 maja został zastępcą dowódcy pułku specjalnego w Ośrodku Zapasowym w Guzar, lecz już 26 maja 1942 powierzono mu obowiązki komendanta Komendy Uzupełnień Nr 7 Ośrodka Zapasowego Armii. 23 maja 1943 został przydzielony do Szefostwa Administracji Rezerw Sztabu Armii Polskiej na Wschodzie na stanowisko kierownika referatu uzupełnień. 27 sierpnia tego roku został przeniesiony do Ośrodka Zapasowego Armii na stanowisko zastępcy komendanta. 
31 marca 1946 został zwolniony z czynnej służby wojskowej i przeniesiony do rezerwy personalnej oficerów.
Zmarł 2 grudnia 1978. Został pochowany na Cmentarzu Świętej Rodziny we Wrocławiu.

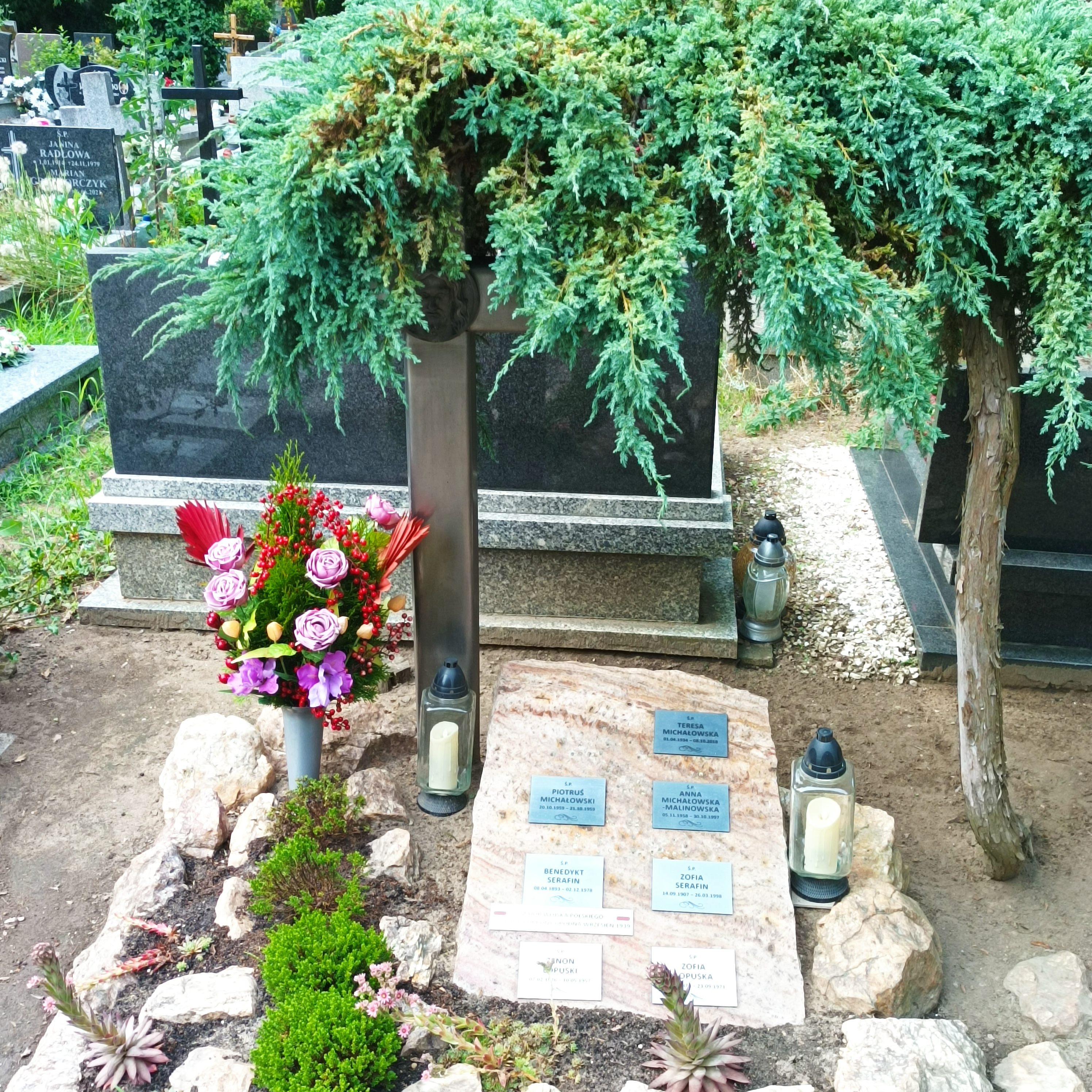
Grób mjra Benedykta Serafina na Cmentarzu Świętej Rodziny

Benedykt był żonaty z Zofią Łopuską (1907–1998), córką Zenona (ur. 1876), starosty łukowskiego, konstantynowskiego w Janowie Podlaskim i słupeckiego.
Losy majora Benedykta Serafina stały się kanwą powieści Piotra Kościńskiego „Obrońca Grodna. Zapomniany bohater”, wydanej w 2017 przez oficynę Rytm, a jego postać przedstawiono w krótkometrażowym, fabularyzowanym dokumencie „Krew na bruku. Grodno 1939”, w reżyserii Roberta Miękusa.

## Ordery i odznaczenia
- Złoty Krzyż Zasługi – 10 listopada 1938 „za zasługi w służbie wojskowej”[20][21]
- Signum Laudis Srebrny Medal Zasługi Wojskowej z mieczami na wstążce Krzyża Zasługi Wojskowej[22]
- Signum Laudis Brązowy Medal Zasługi Wojskowej z mieczami na wstążce Krzyża Zasługi Wojskowej[22]
- Krzyż Wojskowy Karola[22]
- brytyjski Medal Wojny 1939–1945[1]
- brytyjski Medal Obrony[1]